# Northen
Northen è una frazione (Ortsteil) della città di Gehrden, nel land della Bassa Sassonia, in Germania.

## Storia
Già comune autonomo nel circondario di Linden, passò a quello di Hannover nel 1932; fu soppresso e incorporato a Gehrden il 1º agosto 1971.